# Cyganeria (Erich Leinsdorf, 1961)
Cyganeria (Erich Leinsdorf, 1961) – kompletne nagranie analogowe Cyganerii Giacoma Pucciniego zarejestrowane 15-30 czerwca 1961 roku w Operze Rzymskiej.
Pierwsze wydanie kompletnego nagrania, w postaci dwupłytowego albumu (płyty winylowe), miało miejsce w 1961 roku w USA w ramach wydawnictwa RCA Victor Red Seal (obecnie Sony Music Entertainment).